# Inès de Beaufond
Inès de Beaufond, née le 26 juillet 1851 à Fort-de-France (Martinique) et morte le 16 octobre 1920 à Baron (Oise), est une peintre française. 

## Biographie
Inès de Beaufond est la fille de Charles Arthur Huyghues de Beaufond, capitaine (1822-1897) et d'Anne Simone Leduff-Monval (1824-1904).
En 1870, elle épouse Jean Baptiste Alphonse Debetz. Le couple donne naissance à Elvire Marie Joséphine (1871-1907) puis divorce en 1886.
Élève d'Édouard Sain, elle expose au Salon de 1886 à 1899.
En 1892, elle obtient une mention honorable.
Le compositeur Alexandre Croisez lui dédie son Petit Faust et Richard Céré sa Suite de valses.
Elle devient par la suite antiquaire et tient son commerce au no 15 du Quai de Bourbon.

## Œuvres exposées aux Salons parisiens
- Jeannette, au Salon de 1886
- Communiante, au Salon de 1887
- Rêve d'enfant, au Salon de 1888
- L'Orpheline, au Salon de 1889
- Premier souci, au Salon de 1889
- Portrait de ma fille, au Salon de 1890
- Portrait de jeune fille, au Salon de 1891
- Étude, au Salon de 1892
- Liseuse, au Salon de 1892
- La Dînette, au Salon de 1893
- Portrait de mon père, au Salon de 1894
- Petite mangeuse de marrons, au Salon de 1897
- Portrait de ma fille, au Salon de 1897
- Portrait de Mme la comtesse de M., au Salon de 1899